# Irina Bara
Irina Maria Bara (* 18. März 1995 in Ștei) ist eine rumänische Tennisspielerin.

## Karriere
Bara begann im Alter von fünf Jahren mit dem Tennisspielen. Ihr bevorzugter Belag ist der Sandplatz. Sie spielt vor allem Turniere auf der ITF Women’s World Tennis Tour, bei denen sie bereits 11 Titel im Einzel und 35 im Doppel gewinnen konnte. Weiters gewann sie 5 WTA-Challenger-Titel im Doppel und im Jahr 2021 gemeinsam mit Ekaterine Gorgodse ihren ersten und bisher einzigen Doppeltitel auf der WTA Tour in Cluj-Napoca.
Im Jahr 2021 spielte Bara erstmals für die rumänische Billie-Jean-King-Cup-Mannschaft; ihre Billie-Jean-King-Cup-Bilanz weist bislang keinen Sieg bei 2 Niederlagen aus.
Ihre bislang besten Weltranglistenplatzierungen erreichte sie im April 2022 mit Platz 104 im Einzel und im Mai 2019 mit Position 56 im Doppel.

## Turniersiege

### Einzel
| Nr. | Datum              | Turnier          | Kategorie   | Belag | Finalgegnerin                | Ergebnis       |
| --- | ------------------ | ---------------- | ----------- | ----- | ---------------------------- | -------------- |
| 1.  | 22. Juni 2013      | Bukarest         | ITF $10.000 | Sand  | Laura-Ioana Andrei           | 6:4, 6:4       |
| 2.  | 15. Dezember 2013  | Antalya          | ITF $10.000 | Sand  | Hikari Yamamoto              | 6:4, 6:1       |
| 3.  | 9. November 2014   | Antalya          | ITF $10.000 | Sand  | Melis Sezer                  | 6:3, 6:2       |
| 4.  | 12. April 2015     | Pula             | ITF $10.000 | Sand  | Stefania Rubini              | 6:1, 7:5       |
| 5.  | 31. Mai 2015       | Antalya          | ITF $10.000 | Sand  | María Fernanda Álvarez Terán | 6:72, 6:1, 6:0 |
| 6.  | 10. April 2016     | Hammamet         | ITF $10.000 | Sand  | Tamara Zidanšek              | 6:3, 6:3       |
| 7.  | 17. September 2016 | Hódmezővásárhely | ITF $25.000 | Sand  | Dejana Radanović             | 7:5, 6:4       |
| 8.  | 20. Mai 2017       | Båstad           | ITF $25.000 | Sand  | Kathinka von Deichmann       | 7:66, 4:6, 6:2 |
| 9.  | 26. November 2017  | Valencia         | ITF $25.000 | Sand  | Olga Danilović               | 5:7, 6:4, 6:0  |
| 10. | 30. April 2023     | Istanbul         | ITF W60     | Sand  | Berfu Cengiz                 | 62:7, 6:4, 6:1 |
| 11. | 29. Oktober 2023   | Iraklio          | ITF W25     | Sand  | Andreea Mitu                 | 6:2, 6:1       |

### Doppel
| Nr. | Datum              | Turnier              | Kategorie      | Belag             | Partnerin             | Finalgegnerinnen                            | Ergebnis           |
| --- | ------------------ | -------------------- | -------------- | ----------------- | --------------------- | ------------------------------------------- | ------------------ |
| 1.  | 13. April 2013     | Antalya              | ITF $10.000    | Hartplatz         | Diana Buzean          | Beatriz Haddad Maia Bárbara Luz             | 7:5, 6:1           |
| 2.  | 12. Juli 2013      | Iași                 | ITF $10.000    | Sand              | Diana Buzean          | Anita Husarić Kateryna Sliusar              | 6:2, 6:1           |
| 3.  | 9. August 2013     | Arad                 | ITF $10.000    | Sand              | Diana Buzean          | Cristina Adămescu Ana Bianca Mihăilă        | 6:4, 6:3           |
| 4.  | 23. August 2013    | Bukarest             | ITF $10.000    | Sand              | Ioana Loredana Roșca  | Raluca Elena Platon Patricia Maria Țig      | 6:4, 6:4           |
| 5.  | 11. Oktober 2013   | Russe                | ITF $10.000    | Sand              | Eva Wacanno           | Lina Gjorcheska Camelia Hristea             | 6:1, 6:2           |
| 6.  | 21. Dezember 2013  | Antalya              | ITF $10.000    | Sand              | Conny Perrin          | Gabriela Talabă Patricia Maria Țig          | 6:3, 6:1           |
| 7.  | 8. August 2014     | Arad                 | ITF $10.000    | Sand              | Diana Buzean          | Lina Gjorcheska Camelia Hristea             | 4:6, 7:5, [10:6]   |
| 8.  | 29. August 2014    | Mamaia               | ITF $25.000    | Sand              | Andreea Mitu          | Georgia Andreea Crăciun Patricia Maria Țig  | 6:4, 6:1           |
| 9.  | 19. September 2014 | Dobritsch            | ITF $25.000    | Sand              | Andreea Mitu          | Réka Luca Jani Isabella Schinikowa          | 7:5, 7:6           |
| 10. | 8. November 2014   | Antalya              | ITF $10.000    | Sand              | Melis Sezer           | Lisa Ponomar Schaklo Saidowa                | kampflos           |
| 11. | 14. Dezember 2014  | Antalya              | ITF $10.000    | Sand              | Diana Buzean          | Magdalena Stoilkovska Elke Tiel             | 6:2, 6:4           |
| 12. | 22. Februar 2015   | Palmanova            | ITF $10.000    | Sand              | Ágnes Bukta           | Ana Bianca Mihăilă Gabriela Pantůčková      | 6:1, 6:1           |
| 13. | 28. Februar 2015   | Palmanova            | ITF $10.000    | Sand              | Ágnes Bukta           | Kim Grajdek Akvilė Paražinskaitė            | 6:2, 6:4           |
| 14. | 11. April 2015     | Pula                 | ITF $10.000    | Sand              | Oana Georgeta Simion  | Margot Yerolymos Kimberley Zimmermann       | 7:5, 6:4           |
| 15. | 24. April 2015     | Pula                 | ITF $25.000    | Sand              | Mihaela Buzărnescu    | Corinna Dentoni Claudia Giovine             | 6:3, 2:6, [10:4]   |
| 16. | 25. September 2015 | Varna                | ITF $10.000    | Sand              | Isabella Schinikowa   | Julieta Lara Estable Ana Gobbimonllau       | 7:5, 4:6, [10:4]   |
| 17. | 4. März 2016       | Tarragona            | ITF $10.000    | Sand              | Aljona Sotnykowa      | Georgina García Pérez Olga Sáez Larra       | 7:5, 3:6, [10:8]   |
| 18. | 10. April 2016     | Hammamet             | ITF $10.000    | Sand              | Alice Bacquié         | Inès Ibbou Kelia Le Bihan                   | 6:1, 6:0           |
| 19. | 2. Juli 2016       | Toruń                | ITF $25.000    | Sand              | Walerija Sawinych     | Oqgul Omonmurodova Walentina Iwachnenko     | 6:3, 4:6, [10:7]   |
| 20. | 7. August 2016     | Bad Saulgau          | ITF $25.000    | Sand              | Olexandra Koraschwili | Nicola Geuer Anna Zaja                      | 7:5, 4:6, [10:4]   |
| 21. | 23. Oktober 2016   | Scharm asch-Schaich  | ITF $100.000   | Hartplatz         | Alena Fomina          | Guadalupe Pérez Rojas Jil Teichmann         | 6:2, 6:1           |
| 22. | 29. April 2017     | Pula                 | ITF $25.000    | Sand              | Tereza Mrdeža         | Sara Cakarevic Nicoleta-Cătălina Dascălu    | 6:4, 6:2           |
| 23. | 12. Mai 2017       | Dunakeszi            | ITF $25.000    | Sand              | Mihaela Buzărnescu    | Daiana Negreanu Oana Georgeta Simion        | 1:6, 6:1, [10:3]   |
| 24. | 1. September 2017  | Dunakeszi            | ITF $60.000    | Sand              | Chantal Škamlová      | Alexandra Cadanțu Tereza Smitková           | 7:67, 6:4          |
| 25. | 16. September 2017 | Biarritz             | ITF $80.000    | Sand              | Mihaela Buzărnescu    | Cristina Bucșa Isabelle Wallace             | 6:3, 6:1           |
| 26. | 14. April 2018     | Indian Harbour Beach | ITF $60.000    | Sand              | Sílvia Soler Espinosa | Jessica Pegula Maria Sanchez                | 6:4, 6:2           |
| 27. | 15. September 2018 | Biarritz             | ITF $80.000    | Sand              | Walentina Iwachnenko  | Ysaline Bonaventure Hélène Scholsen         | 6:4, 6:1           |
| 28. | 28. September 2019 | Valencia             | ITF W60+H      | Sand              | Rebeka Masarova       | Andrea Gámiz Seone Mendez                   | 6:4, 7:62          |
| 29. | 19. Oktober 2019   | Székesfehérvár       | ITF W60        | Sand (Halle)      | Maryna Zanevska       | Oqgul Omonmurodova Elena Bogdan             | 3:6, 6:2, [10:8]   |
| 30. | 12. September 2021 | Karlsruhe            | WTA Challenger | Sand              | Ekaterine Gorgodse    | Katarzyna Piter Mayar Sherif                | 6:3, 2:6, [10:7]   |
| 31. | 31. Oktober 2021   | Cluj-Napoca          | WTA 250        | Hartplatz (Halle) | Ekaterine Gorgodse    | Aleksandra Krunić Lesley Pattinama Kerkhove | 4:6, 6:1, [11:9]   |
| 32. | 7. November 2021   | Buenos Aires         | WTA Challenger | Sand              | Ekaterine Gorgodse    | María Carlé Despina Papamichail             | 5:7, 7:5, [10:4]   |
| 33. | 20. November 2021  | Montevideo           | WTA Challenger | Sand              | Ekaterine Gorgodse    | Carolina Alves Marina Bassols Ribera        | 6:4, 6:3           |
| 34. | 2. April 2022      | Marbella             | WTA Challenger | Sand              | Ekaterine Gorgodse    | Vivian Heisen Katarzyna Kawa                | 6:4, 3:6, [10:6]   |
| 35. | 20. November 2022  | Buenos Aires         | WTA Challenger | Sand              | Sara Errani           | Jang Su-jeong Xiaodi You                    | 6:1, 7:5           |
| 36. | 22. April 2023     | Koper                | ITF W60        | Sand              | Andreea Mitu          | Suzan Lamens Kaylah McPhee                  | 6:2, 6:3           |
| 37. | 9. September 2023  | Wien                 | ITF W60        | Sand              | Weronika Falkowska    | Melanie Klaffner Sinja Kraus                | 6:3, 2:6, [13:11]  |
| 38. | 5. November 2023   | Iraklio              | ITF W40        | Sand              | Dalila Jakupović      | Oana Gavrilă Sapfo Sakellaridi              | 3:6, 7:66, [10:8]  |
| 39. | 9. März 2024       | Nagpur               | ITF W35        | Sand              | Dalila Jakupović      | Ku Yeon-woo Justina Mikulskytė              | 68:7, 7:65, [10:7] |
| 40. | 15. Juni 2024      | Biarritz             | ITF W100       | Sand              | Andreea Mitu          | Estelle Cascino Carole Monnet               | 6:3, 3:6, [10:7]   |
| 41. | 15. März 2025      | Székesfehérvár       | ITF W75        | Sand (Halle)      | Ekaterine Gorgodse    | Luca Udvardy Panna Udvardy                  | 6:77, 6:3, [10:3]  |

## Abschneiden bei Grand-Slam-Turnieren

### Einzel
| Turnier         | 2017 | 2018 | 2019 | 2020 | 2021 | 2022 | 2023 | 2024 | Karriere |
| --------------- | ---- | ---- | ---- | ---- | ---- | ---- | ---- | ---- | -------- |
| Australian Open | —    | Q2   | Q1   | Q1   | Q1   | 1    | Q1   | Q2   | 1        |
| French Open     | —    | Q3   | Q1   | 3    | 1    | 1    | —    | Q1   | 3        |
| Wimbledon       | Q1   | Q2   | Q2   |      | Q1   | 2    | Q1   | Q1   | 2        |
| US Open         | Q2   | Q1   | Q1   | —    | Q1   | Q1   | Q2   | Q2   | —        |

Zeichenerklärung: S = Turniersieg; F, HF, VF, AF = Einzug ins Finale / Halbfinale / Viertelfinale / Achtelfinale; 1, 2, 3 = Ausscheiden in der 1. / 2. / 3. Hauptrunde; Q1, Q2, Q3 = Ausscheiden in der 1. / 2. / 3. Qualifikationsrunde; nicht ausgetragen

### Doppel
| Turnier         | 2018 | 2019 | 2020 | 2021 | 2022 | Karriere |
| --------------- | ---- | ---- | ---- | ---- | ---- | -------- |
| Australian Open | —    | AF   | 1    | —    | 1    | AF       |
| French Open     | VF   | 1    | 1    | —    | 1    | VF       |
| Wimbledon       | 1    | 1    |      | —    | 1    | 1        |
| US Open         | 1    | —    | —    | —    | 1    | 1        |